# Aquae Albulae

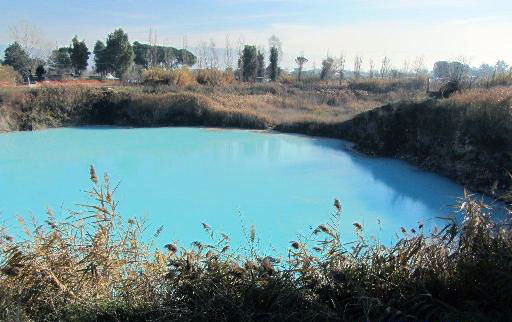
Lago della Regina.

Le Aquae Albulae (in latino, "acque bianchicce"; in italiano, e più comunemente, le Acque Albule) sono un gruppo di sorgenti d'acqua calda situate a 6 chilometri (3,7 miglia) a ovest di Tivoli, in Italia (frazione di Bagni di Tivoli).

## Descrizione
L'acqua della fonte è di colore celeste a causa dell'alta concentrazione di zolfo e carbonato di calcio che contiene, ed emana ad una temperatura di circa 24 °C (75 °F). Nel sito ci sono anche le rovine di terme romane vicino alla fonte principale, chiamata Lago della Regina (la cui dimensione continua a diminuire a causa dei depositi di acqua), tradizionalmente attribuite alla proprietà di Agrippa. Molte iscrizioni dedicatorie in onore della fonte sono stati trovati nella zona, di cui in particolare due, che attesterebbero la costruzione di un tempio dedicato a Cibele.
Presso l'altra fonte, di dimensioni minori rispetto alla prima e chiamata Lago delle Colonnelle, nel 1983 sono stati ritrovati reperti litici, di ceramica ed anche frammenti d'ossa, risalenti al Paleolitico superiore ed al Neolitico. 
È citata da diversi autori romani, come Strabone, Virgilio, Isidoro di Siviglia, Vitruvio e Plinio il Vecchio che scrive brevemente nella sua Naturalis historia:
 Iuxta Romam Albulae aquae volneribus medentur, egelidae hae, 

 Vicino a Roma, le acque Bianche guariscono le ferite. Queste sono calde 
Un canale collegava il lago più grande all'Aniene dove a causa della composizione chimica di queste acque, si formavano delle concrezione calcaree, chiamate i Confetti di Tivoli.

## Galleria d'immagini

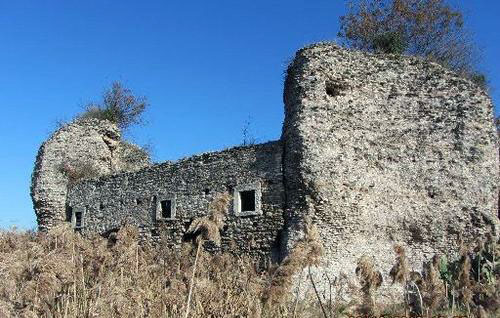
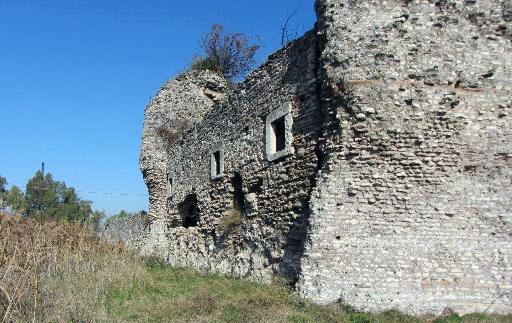
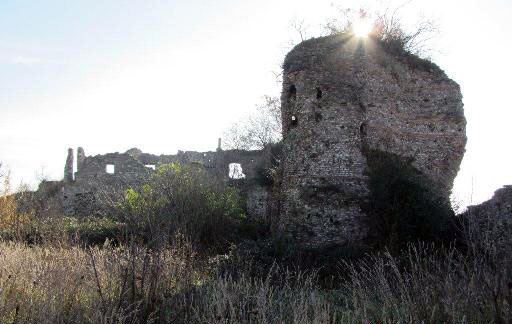